# Mezice
Mezice (hanácky Mezêce) je vesnice, část obce Náklo v okrese Olomouc. Nachází se asi 1 km na severozápad od Nákla. Prochází zde dálnice D35 a silnice II/635. V roce 2009 zde bylo evidováno 110 adres. V roce 2001 zde trvale žilo 331 obyvatel.
Mezice je také název katastrálního území o rozloze 2,7 km2.

## Název
Jméno vesnice bylo odvozeno od osobního jména Mez(a). Zprvu se jednalo o pojmenování obyvatel vsi (Mezici) a jeho význam byl "Mezovi lidé".

## Obyvatelstvo

### Struktura
Vývoj počtu obyvatel za celou obec i  za jeho jednotlivé části uvádí tabulka níže, ve které se zobrazuje i příslušnost jednotlivých částí k obci či následné odtržení. 
| Místní části   | Místní části | 1869 | 1880 | 1890 | 1900 | 1910 | 1921 | 1930 | 1950 | 1961 | 1970 | 1980 | 1991 | 2001 | 2011 |
| -------------- | ------------ | ---- | ---- | ---- | ---- | ---- | ---- | ---- | ---- | ---- | ---- | ---- | ---- | ---- | ---- |
| Počet obyvatel | část Mezice  | 367  | 425  | 452  | 491  | 500  | 496  | 466  | 369  | 371  | 355  | 297  | 287  | 331  | 347  |
| Počet domů     | část Mezice  | 48   | 57   | 59   | 62   | 68   | 70   | 79   | 82   | –    | 95   | 80   | 90   | 90   | 102  |